# Monticello Amiata
Monticello Amiata is een plaats (frazione) in de Italiaanse gemeente Cinigiano.